# Edifício Lutetia
O Edifício Lutetia é um prédio localizado na cidade brasileira de São Paulo, projetado pelo arquiteto Ramos de Azevedo, inaugurado na década de 1920 e de propriedade da Fundação Álvares Penteado, a FAAP. Trata-se na verdade de três prédios distintos, porém com uma única fachada, todos com 8 pavimentos. Situa-se defronte à praça do Patriarca, na esquina com a Rua São Bento Historicamente, fica ao lado do edifício Caio Prado  O Lutetia foi tombado no ano de 1992 pelo CONPRESP.

## Conversão em Museu
A FAAP converteu parte do prédio numa extensão do MAB, o Museu de Arte Brasileira.